# Svärd
Ett svärd är ett handvapen avsett för att sticka och/eller hugga med. Slagsvärd är ett stort tungt svärd som svingas med båda händerna.
Svärdens utformning skiljer sig åt, och är anpassade till den tid och tekniska och kulturella utveckling som de härstammar från.
Under antiken användes ofta korta enhandssvärd. De romerska legionerna använde gladius som finns i flera varianter och till stor del liknar de svärd som även grekerna använde. De användes för både hugg och stick. Den korta längden tillsammans med det breda bladet och det faktum att de ofta användes i täta formeringar kan tyda på att stick kan han varit något övervägande.

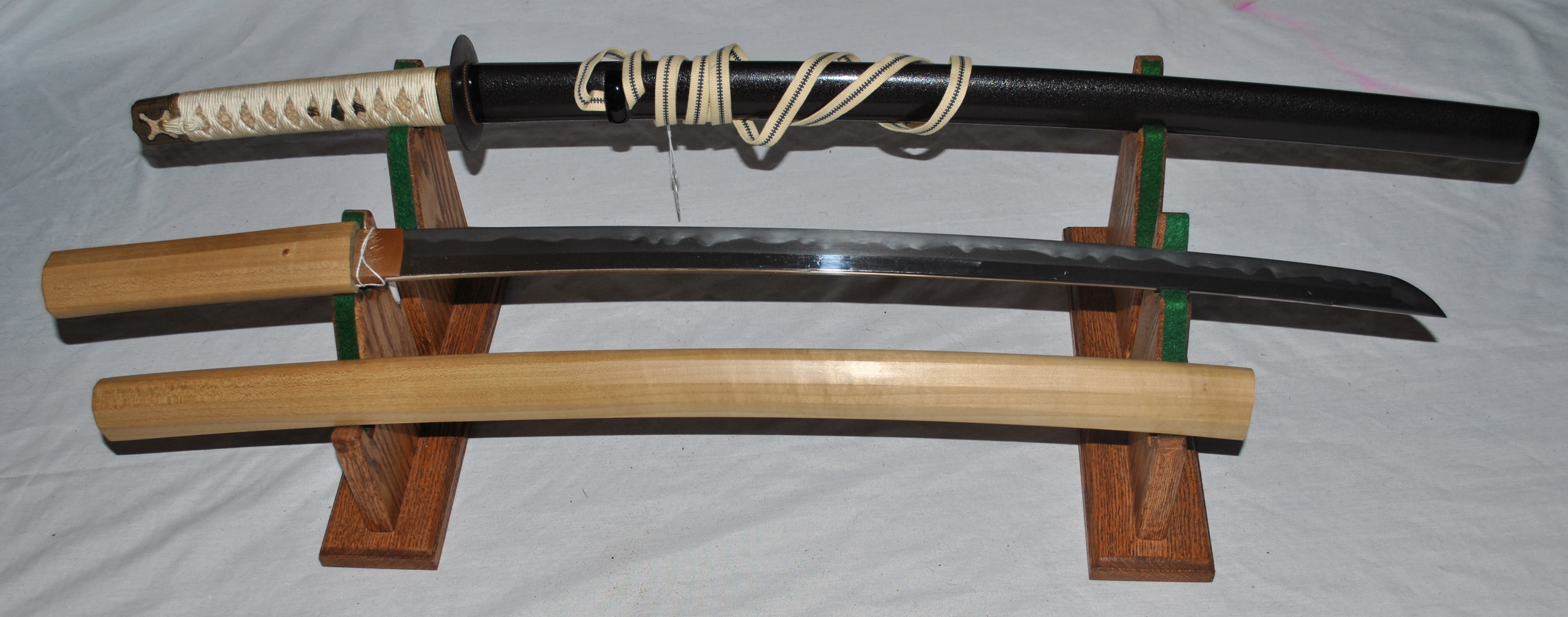
Katana, Japan.

I Europa kan man under medeltiden se en förändring av klingorna från främst huggvapen, till att mer bli stickvapen. Detta skedde i takt med att rustningarna blev vanligare och mer heltäckande senmedeltiden så att det inte längre var lika lätt att hugga mot någon oskyddad kroppsdel. Man tvingades istället att sticka motståndaren i glipor eller svaga punkter i rustningen. I Japan ledde samma utveckling till att spjutet blev den japanske riddarens (samurajens) främsta vapen vid rustad strid[källa behövs]. De japanska svärden fick böjda klingor som var ännu bättre lämpade för hugg och användes främst i strid utan rustning[källa behövs]. Under hela perioden har det dock funnits stora variationer i klinglängder och utformning. I exempelvis Indien fanns svärd som var böjda "åt fel håll" där eggen var på konkava kurvan och spetsen var tung för att få ett bättre moment vid hugg.
Efter att krutvapnens intåg på slagfältet genom bajonetten gav infanteriet ett kombinerat skjut- och närstridsvapen var svärdet främst ett vapen för kavalleriet. Som ett polisvapen fanns svärdet kvar i Sverige (i form av sabeln) in på 1960-talet.
Svärdens symboliska värde har alltid varit starkt, och de har i både västerländsk och exempelvis japansk kultur fungerat som kännetecken för ridderlighet, religiositet och social status. Även under 1900-talet har olika militära enheter delat ut svärd till officerare och som förtjänsttecken, trots att de inte längre används på slagfälten. Delvis har det att göra med svärdets styrkor och svagheter. Svärdet har existerat parallellt med stridsyxor, stridshammare och många andra närstridsvapen. Man valde helt enkelt vapen utifrån vilken motståndare man skulle möta. Kraftigare rustningar gjorde dels att man lade mer och mer vikt vid svärdspetsen och dels att man utvecklade större och tyngre svärd. Många av de bilder som finns på folk i rustning som slåss med svärd avbildar juridiska dueller eller romantiska föreställningar. I sluten formation fungerar dock pikar och spjut betydligt bättre. Piken blev tidigt manskapets vapen medan svärdet blev officerarnas vapen.

## Historia

### Bronsåldern
Människan har tillverkat och använt vapen med metallblad från och med bronsåldern. Ursprungligen utvecklades svärdet från dolken när byggandet av längre blad blev tekniskt möjligt. Under slutet av 3000-talet f.Kr. byggdes svärdliknande vapen i Mellanöstern av arsenikkoppar. Senare användes blandningar av metallerna tenn och koppar. Det äldsta svärdliknande vapnet från cirka 3300 f.Kr. finns i Arslantepe i Turkiet. Detta vapen är dock en längre dolk, och inte en av de första förfäderna till svärdet.

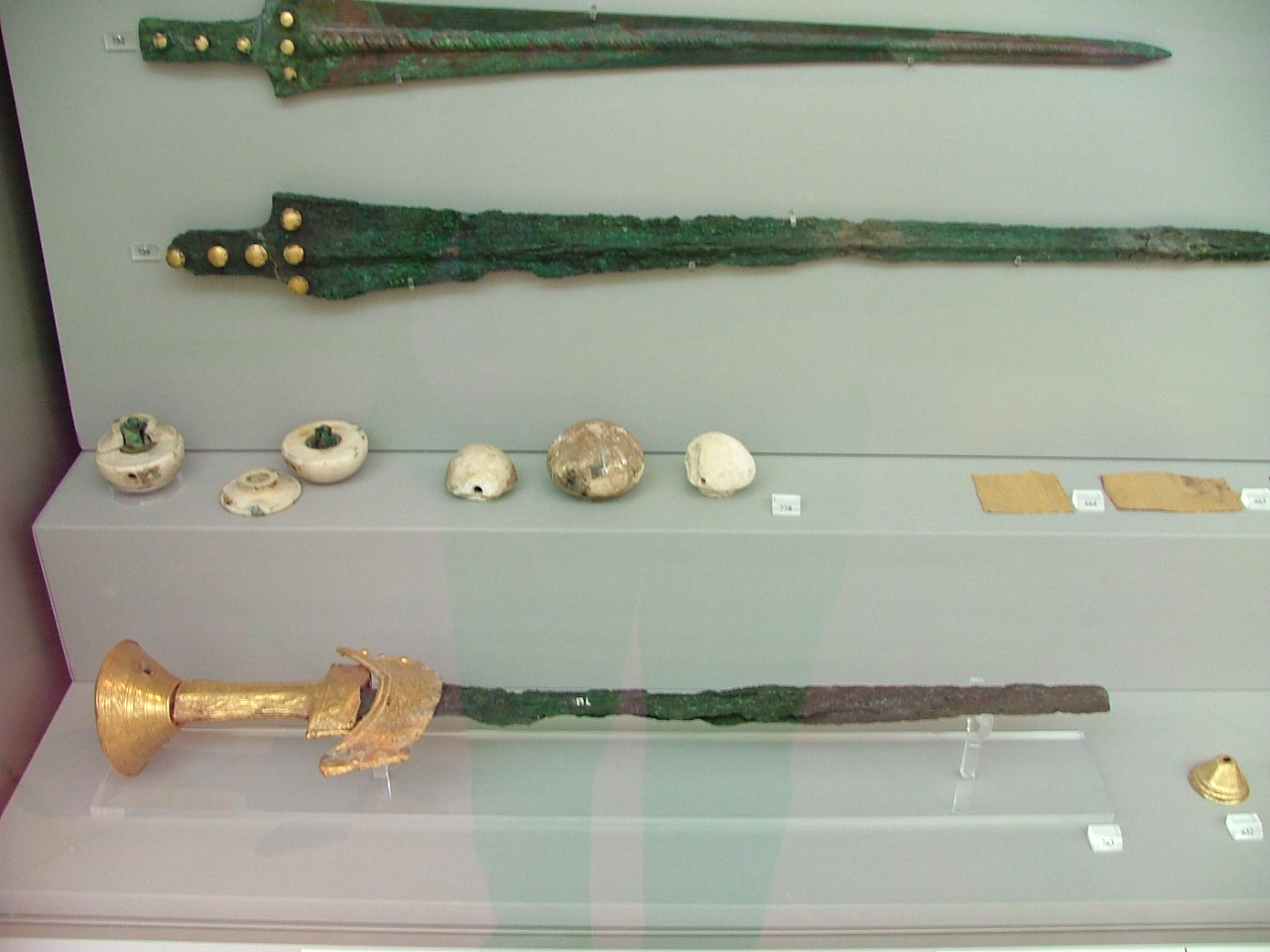
Mykenskt bronssvärd från 1600-talet f.Kr.

Dolkar och knivar i obsidian eller flinta hade tillverkats långt tidigare, med utmärkt skärpa. De fungerade dock sämre som stridsvapen på grund av sin skörhet. De flesta primitiva folk har huvudsakligen använt sig av stridsklubbor av olika slag, med bättre räckvidd. Ett vapen som utgör en övergång mellan kortsvärd och klubbor är dolkstaven. Med bronsens/kopparens intåg började man dock att tillverka kortsvärd.
Svärd längre än 60 cm var mycket sällsynta och inte praktiskt användbara under bronsåldern, eftersom tryckstyrkan av metallen brons börjar sjunka radikalt vid längre längder, vilket innebär att långa svärd skulle böjas lätt. Brons är inte heller en smidbar metall, utan vapnen måste gjutas. Att få en skarp egg på ett bronsvapen är svårt, och huggvapen i brons är inte särskilt effektiva. Mot slutet av bronsåldern omkring 1000-800 f.Kr. började dock längre svärd i brons att dyka upp. Delvis handlar det troligen om ryttarsvärd. Det var inte förrän utvecklingen av starkare legeringar såsom stål och förbättrad värmebehandlingsprocess som långa svärd började bli hållbara nog för strid.

### Järnåldern
Järnsvärd blev allt vanligare sedan 1300-talet f.Kr., under järnåldern. Hettiterna, de indoeuropeiska baskerna[källa behövs], de mykenska grekerna samt den protokeltiska Hallstattkulturen räknas som de första användarna av järnsvärd, 500 år efter järnsvärdets första spridningsvåg.

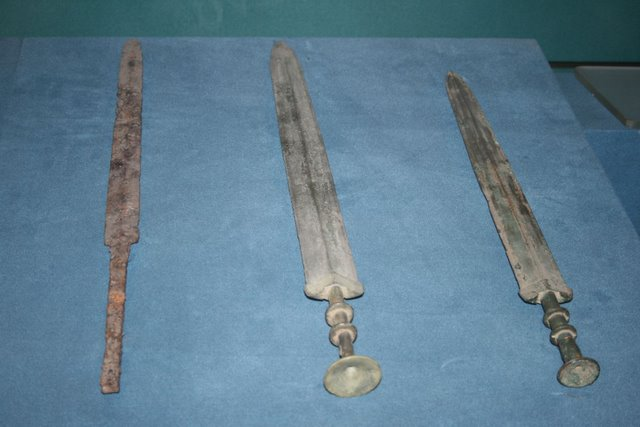
Ett järnsvärd (i mitten) och två bronssvärd (till vänster respektive höger) från den kinesiska eran de stridande staterna.

Råvaran järn har fördelen att möjliggöra massproduktion på grund av större tillgång av den. Tidigare järnsvärd kan dock inte jämföras med senare versioner av stålblad. Järnet i dessa svärd var inte släckhärdat, trots att metallen ofta innehöll tillräckligt med kol för denna process. Svärden var endast manuellt härdade med hammare, likt bronssvärd. Detta gjorde dem jämförbara eller endast något bättre än bronssvärden när det gäller hållfasthet och hårdhet.
Järnsvärdet kunde dock böjas under dess användning, snarare än att återvända till sin ursprungliga form. Den enklare produktionen och en bättre tillgång av råvaran underlättade dock att hela arméer kunde utrustas med metallvapen, även om bronsålderns egyptiska arméer stundtals var fullt utrustade med bronsvapen. Germaner använde vid sidan av tveeggade svärd eneggade sådana, kallade saxar, en äldre typ av tyngre eneggade svärd var i bruk, i Östeuropa och norden redan under förromersk järnålder. Inom keltiskt område användes främst tvåeggade svärd. Inom romarriket brukades främst två typer av svärd, det korta infanterisvärdet gladius och det från keltiskt område importerade längre ryttarsvärdet spatha. Damaskerade romerska svärd exporterades trots förbud och togs som krigsbyte av germaner, och kom att påverka svärdens utveckling i Europa under tidig medeltid.

### Medeltid och tidigmodern tid

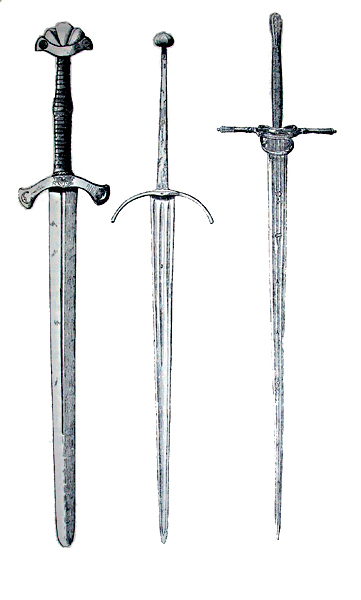
Svärd från nordisk senmedeltid.

Något som starkt förknippas med medeltiden är begreppet långsvärd. Det som i dag populärt kallas långsvärd är egentligen flera olika svärdstyper. Dessa har varierande längd, tidsepok och användningsområde. Storleken varierar från ca 110 cm hos En-och-en-halvhandssvärdet, som kan hållas med en hand eller två, till gigantiska tvåhandssvärd på över två meter. Svärd menade att hanteras med två händer har använts i Europa åtminstone från 1200-talet och med vissa uppehåll fram till 1800-talet. Under denna långa tid har användningsområdena för långsvärden varierat mellan civila självförsvarsvapen, juridiska dueller, sportfäktning och för militära ändamål. Långsvärden har fått en ganska romantiserad roll i den moderna människans medvetande. Man vill gärna tro att långsvärden hade en dominerande roll på slagfältet. Det finns dock dåligt med belägg för detta.
Under 1500-talet utvecklades svärdet i flera separata riktningar, och man upphör i Sverige att tala om modernare svärdstyper som svärd, utan de kallas vanligen värja. Klingan blev smalare och längre, men fortfarande var det ett dubbeleggat vapen för hugg, stick och parad. Samtidigt utvecklades även ett rent stickvapen, rapiren.
Under 1700-talet slår två nya typer av svärd igenom, huggaren och sabeln. Även om sablar eller sabelliknande svärd har använts i Europa sedan tidig medeltid så är det först nu som termen sabel börjar användas och vapnet får en mer vidspridd användning. Huggaren visade sig vara en utmärkt beväpning vid bordning av krigsfartyg, där utrymmet på däck ofta är begränsat. Huggare kom även att användas som sidobeväpning för vanliga infanteriförband. Sabeln och strax därefter pallaschen ersatte under mitten av 1700-talet värjan som beväpning för det lätta kavalleriet. Den trängde successivt helt ut värjan på slagfältet.

### Modern tid
Produktion av kopior av historiska svärd är vanligt förekommande i dag. Dessa kopior kan vara allt från billiga efterapningar till exakta kopior av enskilda svärd smidda med historiska produktionsmetoder.

## Terminologi
Svärd består av en klinga och ett handgrepp, kallat fäste eller hjalt, av olika form. Ovanpå detta tillkommer diverse olika delar och tillägg beroende på svärdtyp och diverse omväxlande företeelser med mera.

### Blad / Klinga
”Svärdsbladet” (fornsvenska: sværds bladh), historiskt även ”brand” (fornsvenska: brander, fornnordiska: brandr), är bladets klinga och avses för både huggande, skärande och stötande. Dessa kan kombineras så att mellanting av dessa uppstår. Till exempel kan ett hugg avslutas med ett snitt. Bladet är normal tve- eller eneggat, där den senare sorten ofta har en sekundär "falsk kant" i spetsen. Klingor med mer än två egg kallas stukatklingor. Dessa är avsedda som stickvapen med långa konkava ytor mellan eggarna med samma funktion som blodrännor.
Klingan delas inom fäktkonst in i två delar:
- stark del (fäktning)(en), även franska: forte (”stark”) – delen från basen till mitten av bladet som ger starkast mottryck
- svag del (fäktning)(en), även franska: foible (”svag”) –  delen från mitten till udden av bladet som ger minst mottryck

Uppdelningen av klingan i stark och svag har att göra med hävstångseffekten samt den kraft som kan utövas mot en motståndares klinga, alltså vart på bladet det är utsattbart för motparader som kan slå det ur vägen för att skapa en öppning. I regel används den starka delen av klingan mer defensivt medan den svaga delen är mer offensiv men det finns undantag.

### Hjalt / Fäste
Hjalt (fornnordiska: hjalt) eller fäste (svärdfäste) är den samlade beteckningen för svärdets handtag och delarna runtom detta utmed bladets tånge. Det kan indelas i:
- främre hjalt (fornnordiska: fremre hjalt) – hjaltet framtill handgreppet mot bladet. Det nrukar ofta vara utformad som en parerstång eller annat handskydd: bygelkorg, handbygel, parerbricka, parerkorg, parerplåt, parerskål, tumbygel.
- handkavel / grepp (fornsvenska: handkafle, fornnordiska: meðalkafli, ”medelkavel”) – hjaltet som utgör handgreppet. Brukar vara ett skaft eller beslag runt bladets tånge som kan vara lindad med olika material för bättre grepp.
- eftre hjalt (fornnordiska: eptra hjalt) – hjaltet baktill handgreppet från bladet. Den eftre hjaltet brukar ofta kallas knapp efter dess form (fornnordiska: knappr/klót) och utgörs främst av en motvikt som ämnar förbättra svärdets balans och grepp i handen. Den kan också ha en tofs eller svärdsknut.

## Typologi
Svärd kan delas in i olika kategorier. De viktigaste särskiljande dragen omfattar klingans form (dess tvärsnitt, avsmalning och längd), fästets och knappens form och storlek samt svärdets ålder och hemort.
Svärd delas främst in i grupperna tve- respektive eneggat blad, raka eller böjda blad, samt en- eller tvåhandssvärd.

## Svärdet som statussymbol

Tyskt bödelssvärd från 1500-talet.

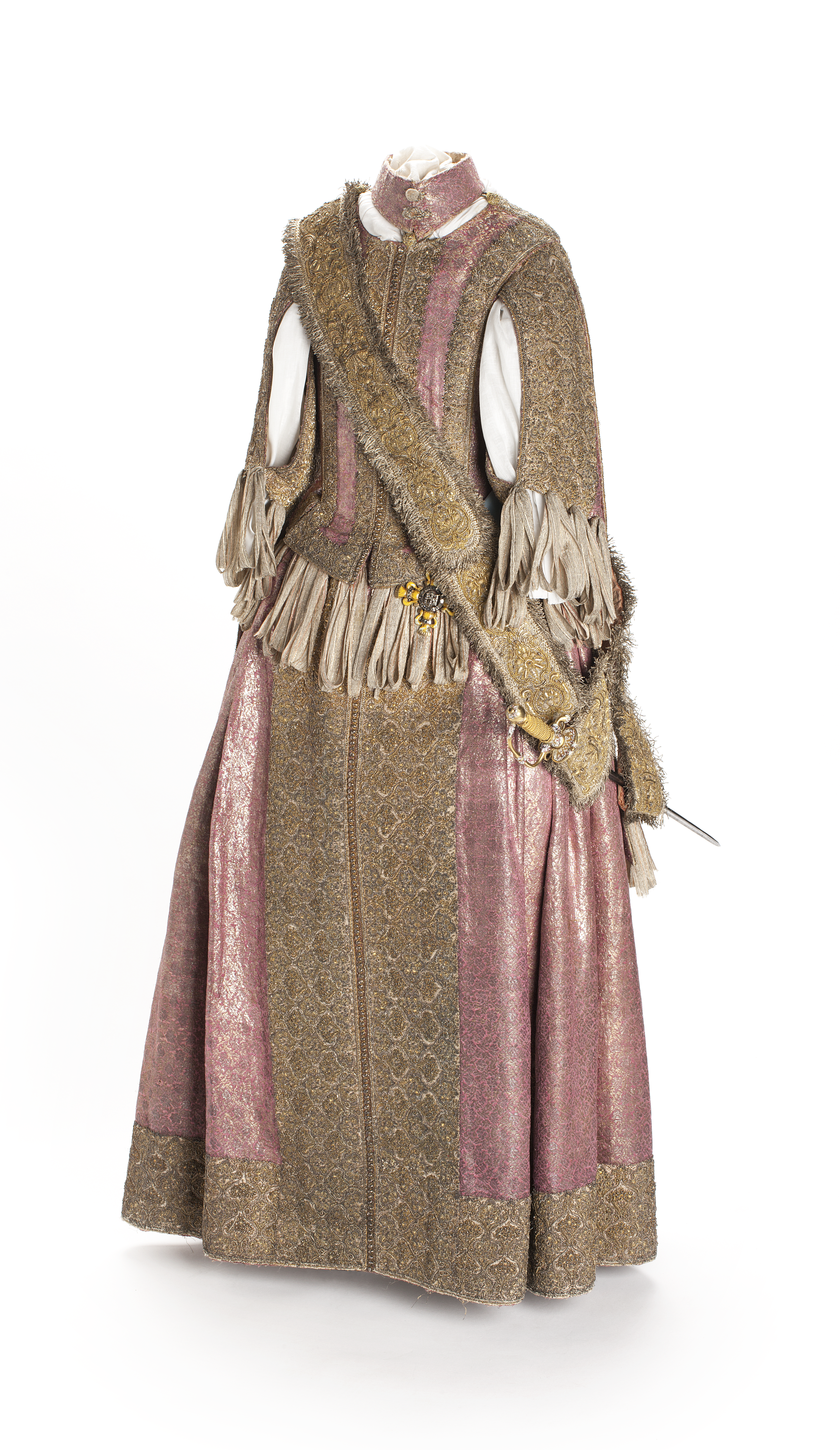
Karl XI:s kolt med dräktvärja, 1660 cirka.

Till adelns privilegier hörde rättigheten att bli avrättade med svärd. De flesta europeiska städer hade därför ett eget stadssvärd för att kunna genomföra avrättningar av dömda adelsmän. Bödelssvärden försvann i Sverige på 1700-talet. Värjan var under 1600- och 1700-talet adelsmannens symbol, och skulle ingå i varje adelsmans klädsel för att visa hans stånd. Det är därför vanligt att påträffa så kallade "dräktvärjor", elegant dekorerade och förgyllda värjor, som däremot ur vapenteknisk synvinkel är helt undermåliga. Barnvärjor var också vanliga, en ung adelsgosse skulle börja bära värja så snart han var gammal nog att bära byxor - det är inte ovanligt att även se barn i kolt med värjor. Värjan har också varit ämbetstecken, och under 1800-talet var ämbetsvärjor vanliga. I till Landshövdinge och diplomatuniformerna hörde ämbetsvärjor, liksom en rad andra ämbeten såsom hovjägmästare med flera.

## Kända svärd

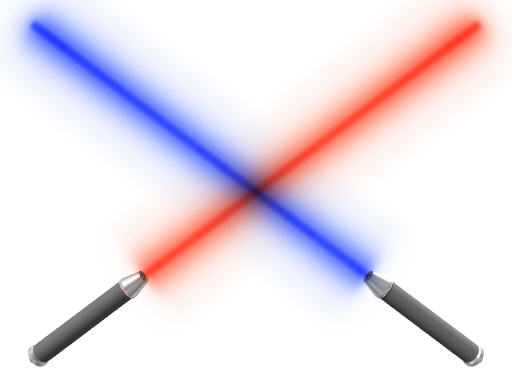
Blå och röd ljussabel, fiktiva svärd.

### I mytologi och legender
- Gram är det svärdet som hjälten Sigurd dräper draken Fafner med
- Excalibur är det mytomspunna svärdet i Arturlegenden.
- Durendal, eller Durandal, var riddaren Rolands svärd som fick sina magiska krafter från fyra helgonreliker gömda i knappen.
- Crocea Mors var namnet på den romerske kejsaren Julius Caesars svärd.
- Tyrfing var ett magiskt svärd i fornnordisk mytologi.
- Zulfiqar ('Delad i två grenar' på arabiska) är enligt legenden den muslimska profeten Muhammeds svärson Alis sabelliknande svärd och skall även ha använts av Husayn ibn Ali under slaget vid Karbala.

### I modern fiktion och spel
- Ljussabel är ett fiktivt vapen som används i filmserien Stjärnornas krig av Jedi-riddare och Sithlorder. Dess popularitet har inspirerat till liknande laserbaserade svärd i andra science fiction-verk.
- Curtana är en svärdtyp som används för högtidliga ceremonier. Namnet kommer ursprungligen från latinska curtus ('förkortad'), som härstammar av curtanasvärdens ofta brutna karaktär enligt symboliken. En figur i datorspelserien Halo är döpt till namnet Cortana efter denna typ av svärd.
- Frostmourne är i spelserien Warcraft ett kraftfullt svärd som gjorde prins Arthas Menethil till den ondskefulla Lich King.
- Narsil är i J.R.R. Tolkiens trilogi om Härskarringen svärdet tillhörande kung Elendil av Númenor. Narsil bröts itu av Sauron vid slaget vid Gorgoroth men smiddes om åt Aragorn och fick namnet Andúril.
- Blåtunga är Orm Tostessons svärd i Frans G Bengtssons böcker om Röde Orm.